# Sten Konow

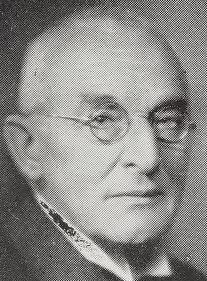
Sten Konow.

Sten Konow (* 17. April 1867 in Søndre Aurdal; † 29. Juni 1948 in Oslo) war ein norwegischer Indologe.

## Leben
Seit 1897 Privatdozent und seit 1899 Dozent, wurde er 1910 zum Professor für indische Philologie an der Universität Christiania (Oslo) ernannt. 1914 wechselte er an die Universität Hamburg, wo er den Lehrstuhl für Kultur und Geschichte Indiens übernahm. 1919 kehrte er als Professor für indische Sprache und Geschichte an die Universität Oslo zurück.
Konow gehörte zahlreichen Akademien und wissenschaftlichen Gesellschaften an. Seit 1923 war er korrespondierendes Mitglied der Preußischen Akademie der Wissenschaften und seit 1933 der Sächsischen Akademie der Wissenschaften.

## Veröffentlichungen (Auswahl)
- Classified Catalogue of the Library of the Director General of Archaeology. Superintendent Government Printing, Kalkutta 1908, (Digitalisat).
  - Supplement 1: Acquisitions 1908–10. Superintendent Government Printing, Kalkutta 1911.
  - Supplement 2: Additions 1911. Superintendent Government Printing, Kalkutta 1912.
  - Supplement 3: Additions 1912–15. Superintendent Government Printing, Kalkutta 1916.
- Über die Bedeutung Indiens für England. Eine Studie (= Hamburgische Forschungen. Heft 6). Westermann, Hamburg u. a. 1919, urn:nbn:de:gbv:46:1-11402.
- Das indische Drama (= Grundriss der indo-arischen Philologie und Altertumskunde. Band 2, Heft 2, D). Vereinigung Wissenschaftlicher Verleger, Berlin 1920, (Digitalisat).
- Khotansakische Grammatik. Mit Bibliographie, Lesestücken und Wörterverzeichnis (= Porta linguarum Orientalium. 22). Mit 1 Schrifttafel. Harrassowitz, Leipzig 1941.
- mit Poul Tuxen: The Religions of India. Gad, Kopenhagen 1949.